# فرانک باومگارتل
فرانک باومگارتل (آلمانی: Frank Baumgartl; ۲۹ مهٔ ۱۹۵۵ – ۲۶ اوت ۲۰۱۰) دونده دو استقامت اهل آلمان بود.